# بوكي أوكونور
بوكي أوكونور (بالإنجليزية: Bucky O'Connor)‏ هو مدرب كرة سلة أمريكي، ولد في 21 ديسمبر عام 1913، في مونرو في الولايات المتحدة، وتوفي في 22 أبريل عام 1958.

## روابط خارجية
- بوكي أوكونور على موقع كلية كرة السلة في سبورتس رفرنس.كوم (الإنجليزية)
- بوكي أوكونور على موقع قاعة آيوا للمشاهير الرياضية (الإنجليزية)